# Processo Hall-Héroult
O processo Hall-Héroult é um processo elétrico de refinação da bauxita. Consiste em moldar e moer a bauxita para depois misturar com carvão. Se eleva a temperatura de 1000 ºC. Atingida esta temperatura, introduz-se uma nova quantidade de carvão (ou coque) com o objetivo de reduzir ainda mais a mistura e liberá-la de impurezas. Leva-se a um forno elétrico aplicando-se uma temperatura de 2500 ºC, obtendo-se a alumina, que é extraída da parte alta do forno em forma de "palomitas de maiz (pipoca em espanhol)". Posteriormente a alumina obtida é tratada com água quente e ácido sulfúrico para liberá-la dos possíveis óxidos de titânio que podem ter restado.
Este método tem sido útil comercialmente durante anos, porém foi substituído por outros métodos como o processo Bayer modificado. A alumina obtida por este método possui somente um terço da densidade obtida pelo processo Le-Chatelier.
Existem outros métodos de obtenção da bauxita, como o processo Alcoa e o processo Pendersen.

## Descoberta independente
O Processo Hall-Héroult foi inventado independentemente e quase simultaneamente em 1886 pelo químico estadunidense Charles Martin Hall e pelo francês Paul Héroult — ambos com apenas 22 anos de idade. Alguns autores afirmam que Hall foi auxiliado por sua irmã Julia Brainerd Hall; contudo, o quanto ela esteve envolvida é controverso. Em 1888 Hall abriu a primeira usina de produção de alumínio em larga escala em Pittsburgh. Transformou-se mais tarde na corporação Alcoa.
Em 1997 o processo Hall–Héroult foi designado um National Historic Chemical Landmark pela American Chemical Society, em reconhecimento da importância do processo na comercialização do alumínio.